# سيريل ستانلي سميث
سيريل ستانلي سميث (بالإنجليزية: Cyril Stanley Smith) (4 أكتوبر 1903 - 25 أكتوبر 1992)، عالم في الفلزات وتاريخ العلوم. اشتهر بفضل عمله في مشروع مانهاتن، حيث كان مسؤولاً عن إنتاج معادن الانشطار النووي. وهو خريج جامعة برمنغهام ومعهد ماساتشوستس للتكنولوجيا، عمل لسنوات عديدة كباحث في شركة النحاس الأمريكية. أثناء الحرب العالمية الثانية، عمل في قسم الكيمياء-التعدين التابع لمشروع Y، حيث تمكّن من تنقية وتشكيل يورانيوم-235 والبلوتونيوم، وهو معدن متوفر بكميات ميكروغرامية فقط، وخصائصه غير معروفة إلى حدٍ كبير. بعد الحرب، خدم سيريل في اللجنة الاستشارية العامة التابعة لهيئة الطاقة الذرية الأمريكية وفي اللجنة الاستشارية العلمية الرئاسية.
أسس سيريل سميث معهد معهداً لدراسة المعادن في جامعة شيكاغو، وهو أول مؤسسة أكاديمية متعددة التخصصات لدراسة المعادن في الولايات المتحدة. درس تفاصيل الأعطال والحد الحبيبي للمعادن وطوّر نماذج نظريها لها. عام 1961، انتقل إلى معهد ماساتشوستس للتكنولوجيا حيث عمل أستاذاً ورئيساً لقسمي العلوم الإنسانية والتعدين. طبّق تقنيات علم المعادن لدراسة أساليب الإنتاج المستخدمة لصنع أساسيات ككاتانات.